# Naturschutzgebiet Sengbachtal
Das Naturschutzgebiet Sengbachtal liegt östlich von Oberwinkelhausen und südlich von Haid in der Stadt Wermelskirchen im Rheinisch-Bergischen Kreis.

## Beschreibung
Das Naturschutzgebiet mit der Schlüsselnummer GL-044 besteht aus zwei Teilflächen
1. zwischen Ostringhausen und Bähringhausen
2. zwischen Hünger und Oberwinkelhausen.

Es umfasst das gesamte Sengbachtal zwischen der Quelle bei Wermelskirchen und der Plangebietsgrenze südlich von Oberwinkelhausen einschließlich der Seitentäler und Siefen. Das Gebiet wird durch die BAB 1 in zwei Teilflächen zerschnitten. Südwestlich – auf dem Gebiet der Stadt Solingen – erstreckt sich angrenzend das 119,22 ha große Naturschutzgebiet Oberes Sengbachtal, das unter der Schlüsselnummer SG-007 geführt wird. Des Weiteren stehen noch 6,4 ha unter der Bezeichnung „Aue des unteren Sengbachtales“ unter der Schlüsselnummer SG-008 auf Solingen Gebiet unter Naturschutz – von der Sperrmauer der Senbachtalsperre bis zur Mündung des Sengbaches in die Wupper.

## Schutzzwecke
Die Schutzausweisung ist zur Erhaltung und Entwicklung eines in weiten Teilen naturnahen Bachsystems als reich strukturierter Biotopkomplex mit naturnahen Feucht-, Nassgrünland- und Auenwaldresten und alten Laubwaldbeständen an den Hängen sowie zum Schutz, zur Pflege und zur Entwicklung der an diese Lebensräume gebundenen Lebensgemeinschaften von Pflanzen und Tieren erfolgt. Im Einzelnen werden folgende Schutzzwecke festgesetzt:
- Sicherung der Funktion als Biotopverbundfläche von herausragender Bedeutung mit Verbindungsflächen und Verbindungselementen,
- Erhaltung und Entwicklung des Landschaftsraumes in seiner besonderen Eigenart, Seltenheit und hervorragenden Schönheit,
- Schutz, Pflege und Entwicklung eines stellenweise naturnahen Bachsystems der Bergischen Hochfläche und des reich strukturierten Biotopkomplexes mit naturnahen Feucht- und Nassgrünlandresten, Quellbereichen, Felswänden und Felsklippe, Auenwaldresten und naturnahen, alten Laubwaldbeständen sowie als Lebensraum für die dort gebundenen Lebensgemeinschaften gebietstypischer, Standort angepasster und seltener Pflanzen- und Tierarten und als Vernetzungsbiotop innerhalb des Sengbach-Talsystems,
- Erhaltung und Entwicklung von Lebensstätten, Biotopen oder Lebensgemeinschaften bestimmter wildlebender, charakteristischer und bemerkenswerter Tier- oder Pflanzenarten,
- Erhaltung und Sicherung der geschützten Biotope: natürliche Felsen, offene natürliche Block-, Schutt-, Geröllhalden, naturnahe Quellbereiche; seggen- und binsenreiche Nasswiesen, naturnahe, unverbaute Fließgewässerbereiche.

Die Schutzfestsetzung dient insbesondere zur Erhaltung und Entwicklung der charakteristischen und bemerkenswerten Arten: Wasseramsel, Eisvogel, Waldschnepfe, Schmetterlinge, Kuckucks-Lichtnelke u. a.

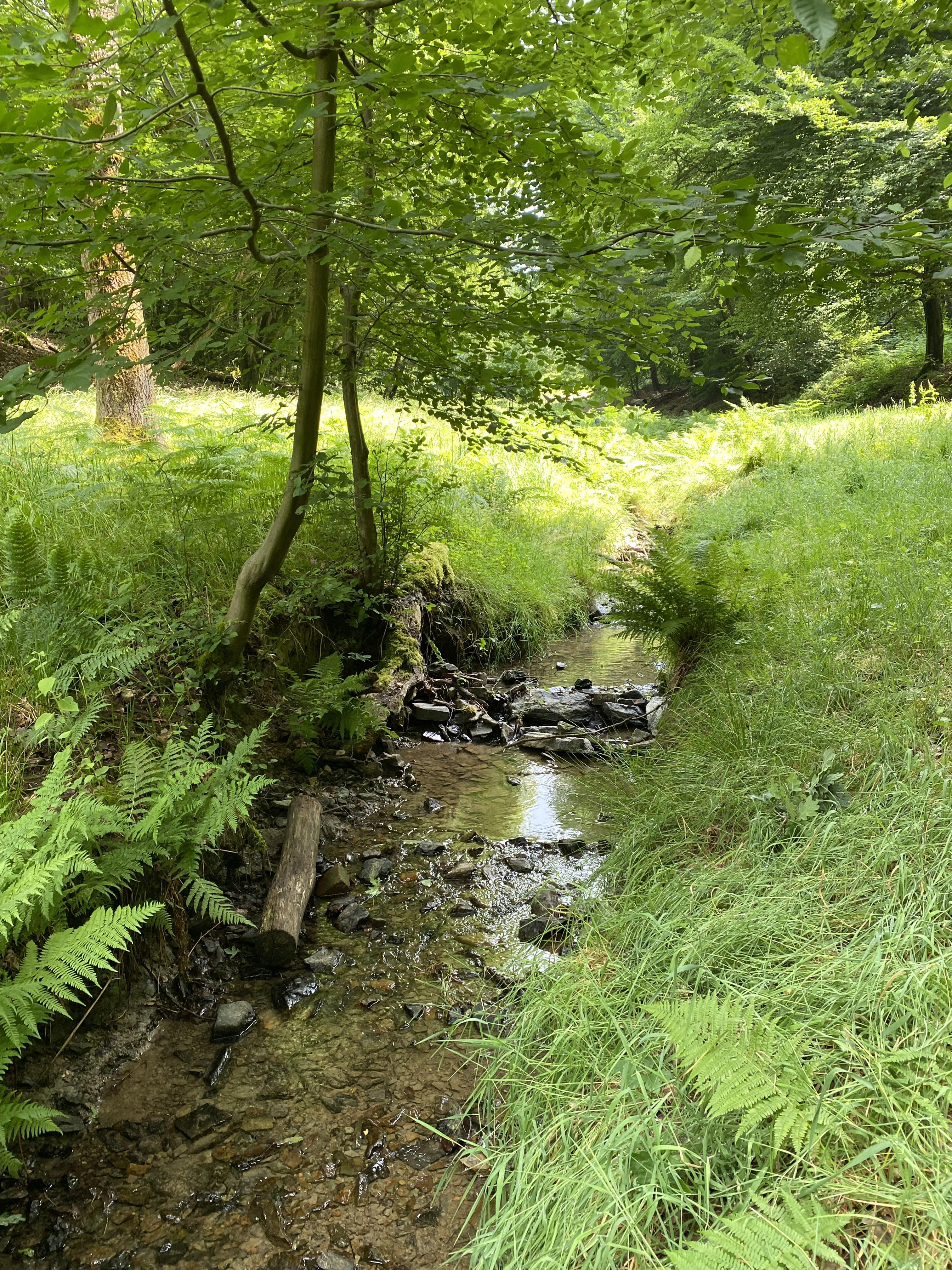
Sengbach durchfließt Waldlichtung
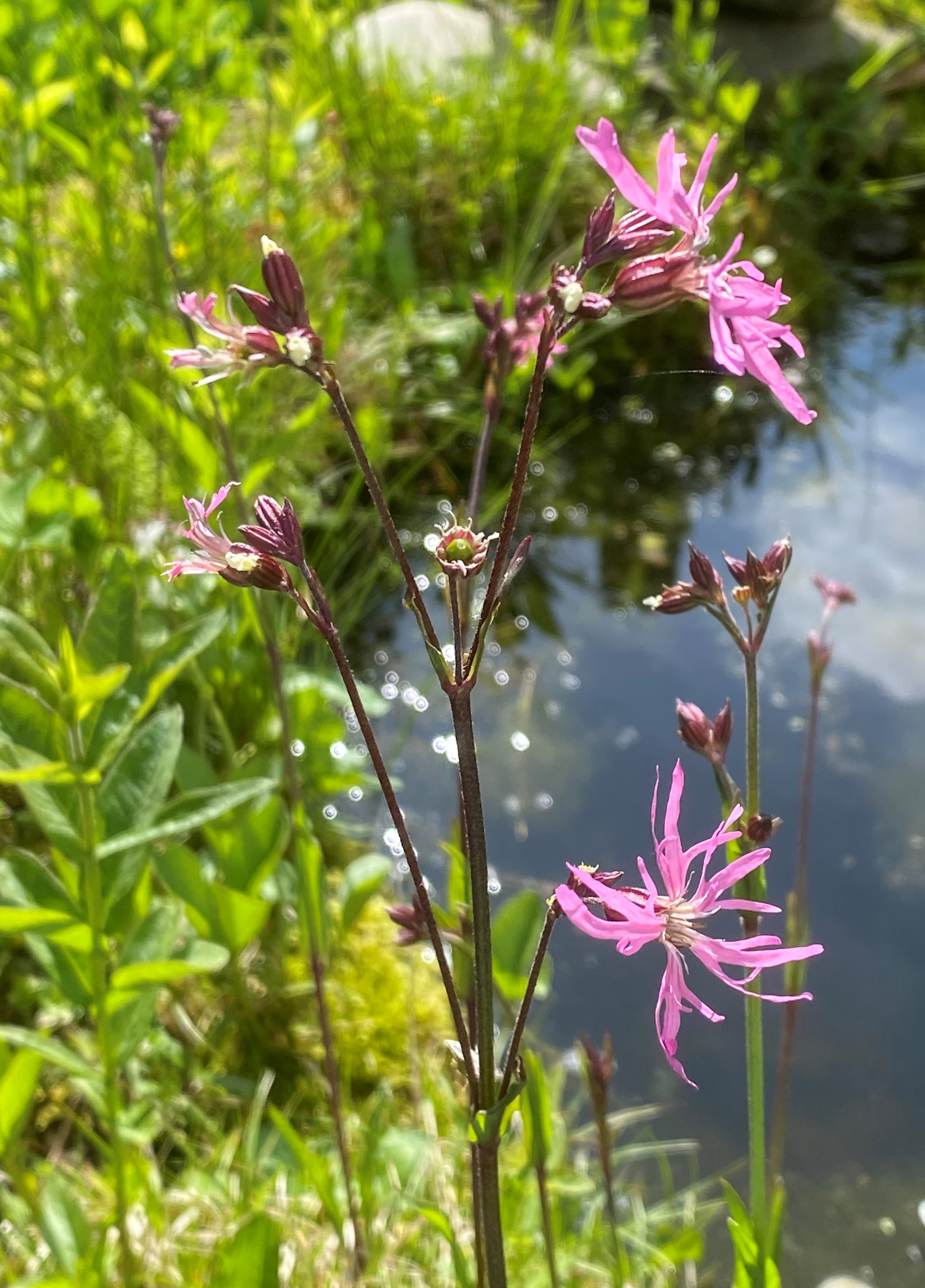
rare, filigrane Lichtgestalt: Kuckucks-Lichtnelke
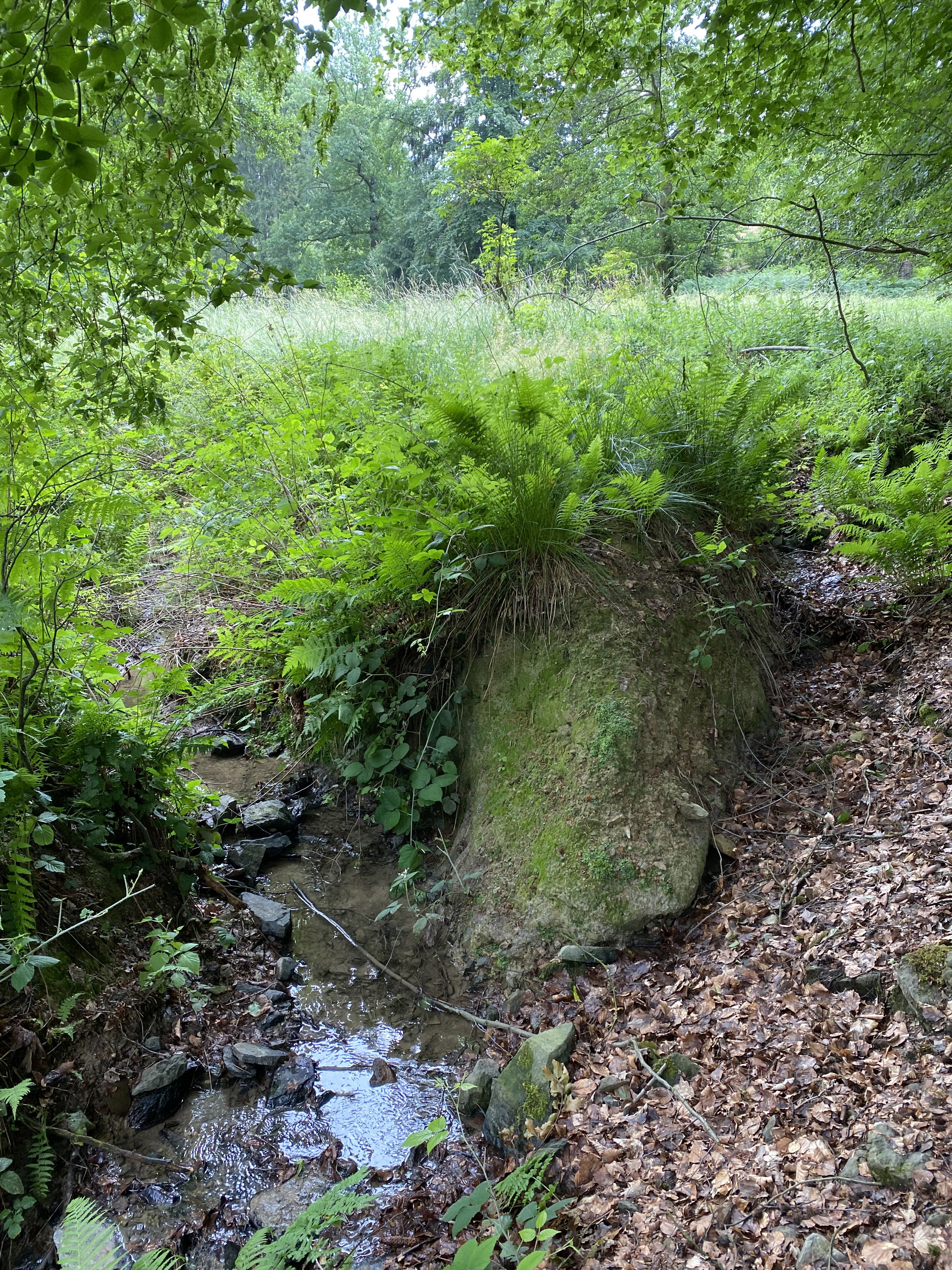
1,5 m tief eingegraben: der Oberlauf des Sengbaches
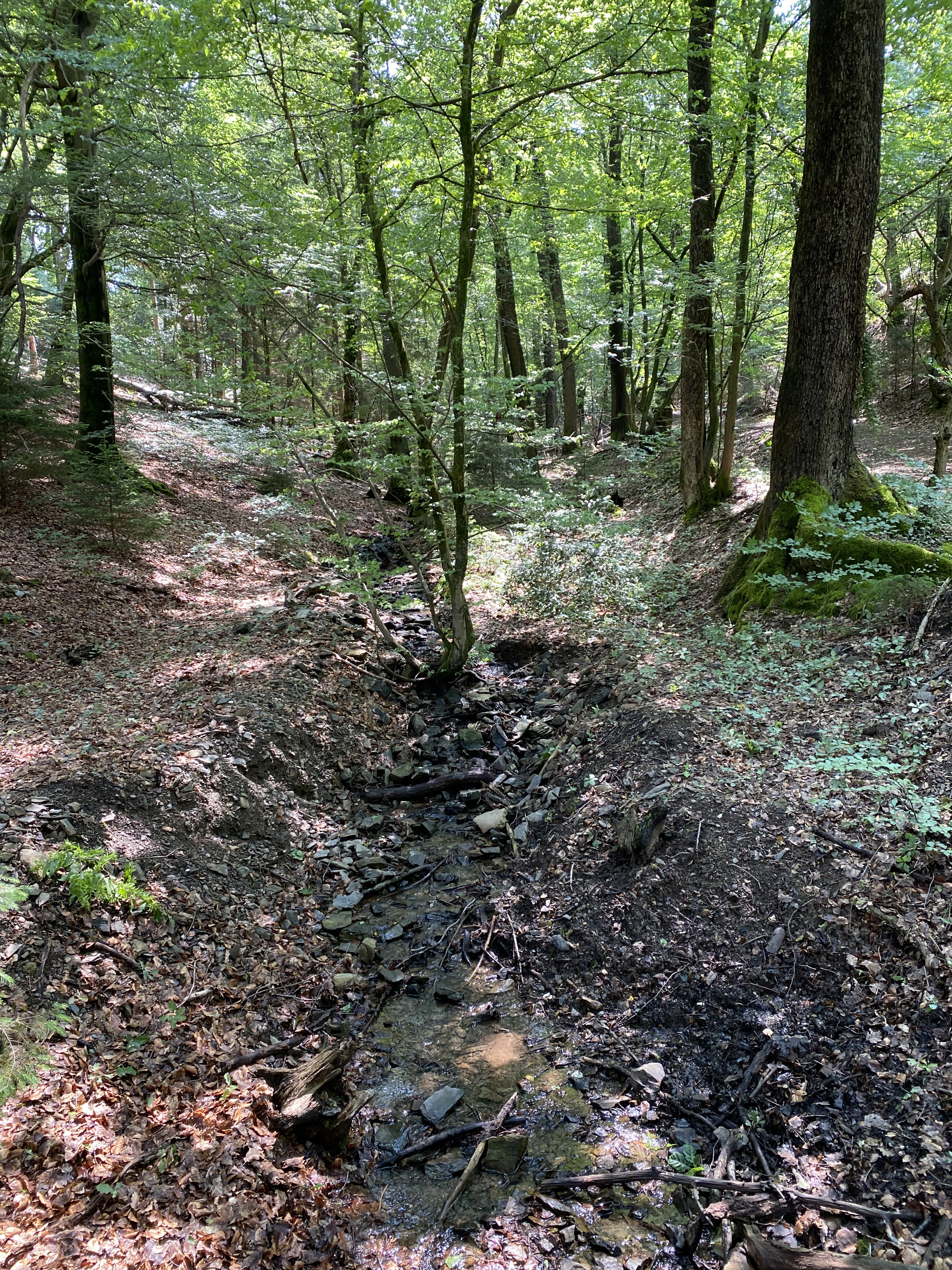
Paulssiefen an der Einmündung in den Sengbach
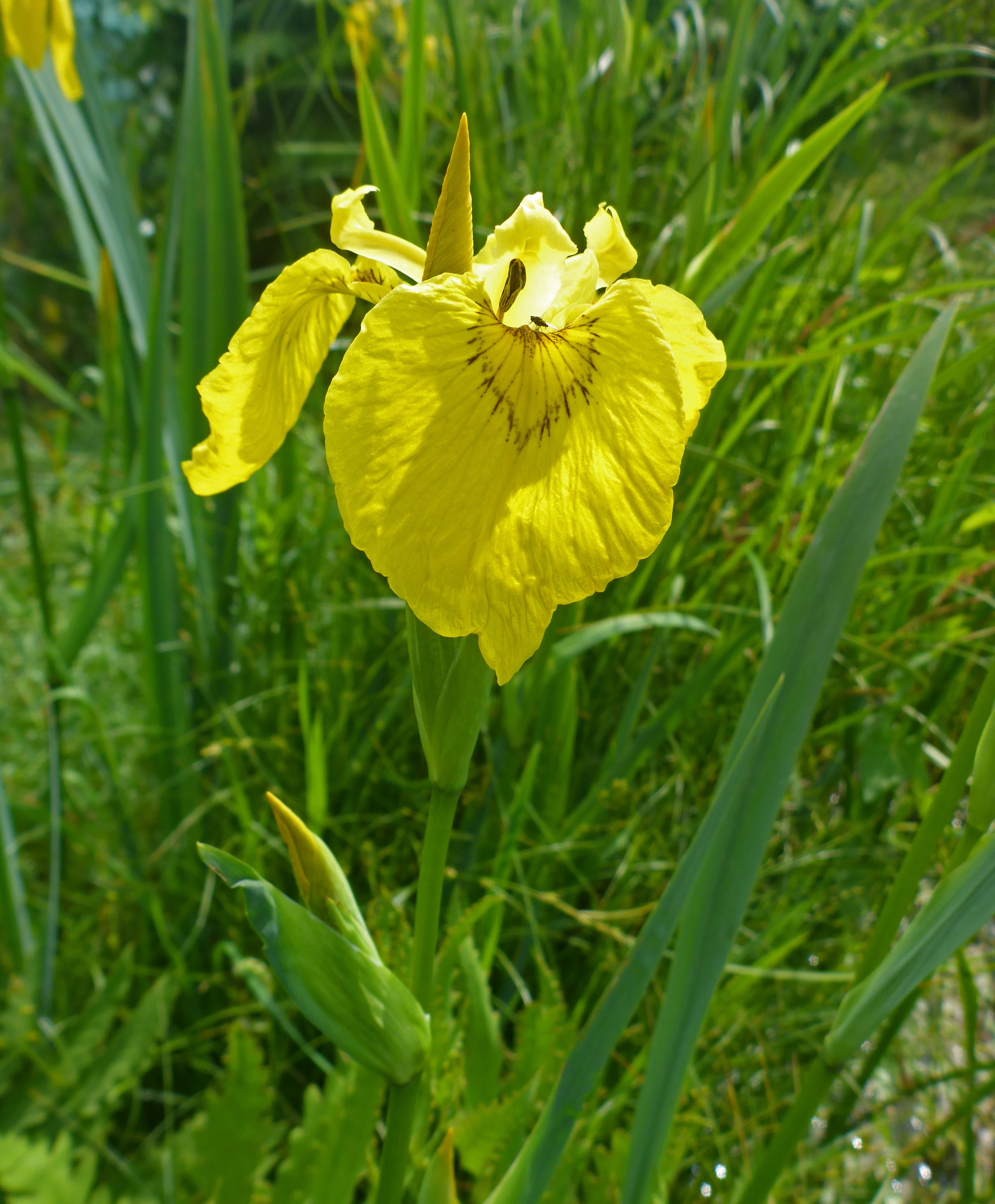
Sumpf-Schwertlilien (Iris pseudacorus) stehen unter gesetzlichem Schutz
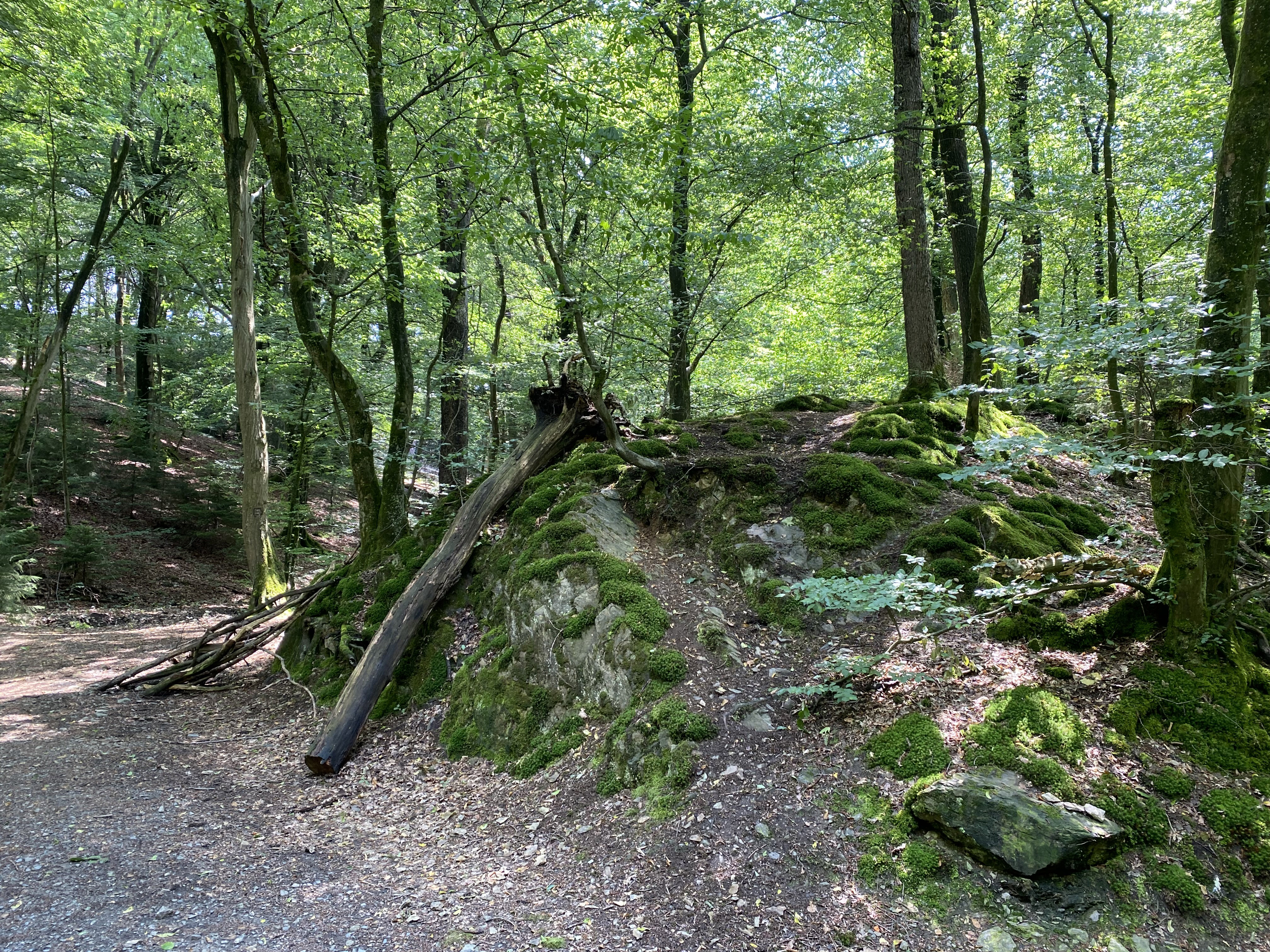
Felsböschungen am Zusammenfluss von Ostringhauser Bach u. Paulssiefen in den Sengbach
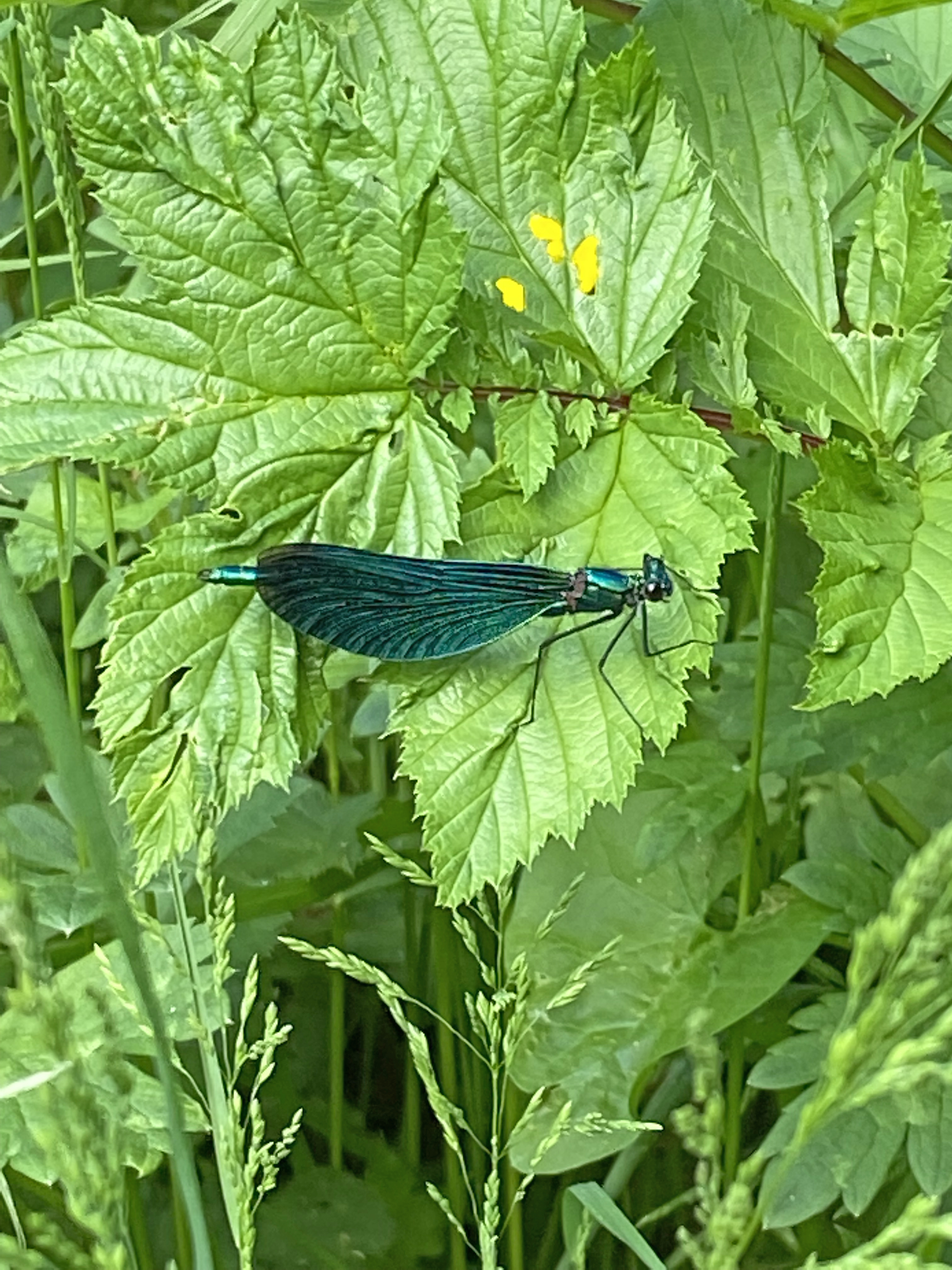
Blauflügel-Prachtlibelle (Calopteryx virgo)
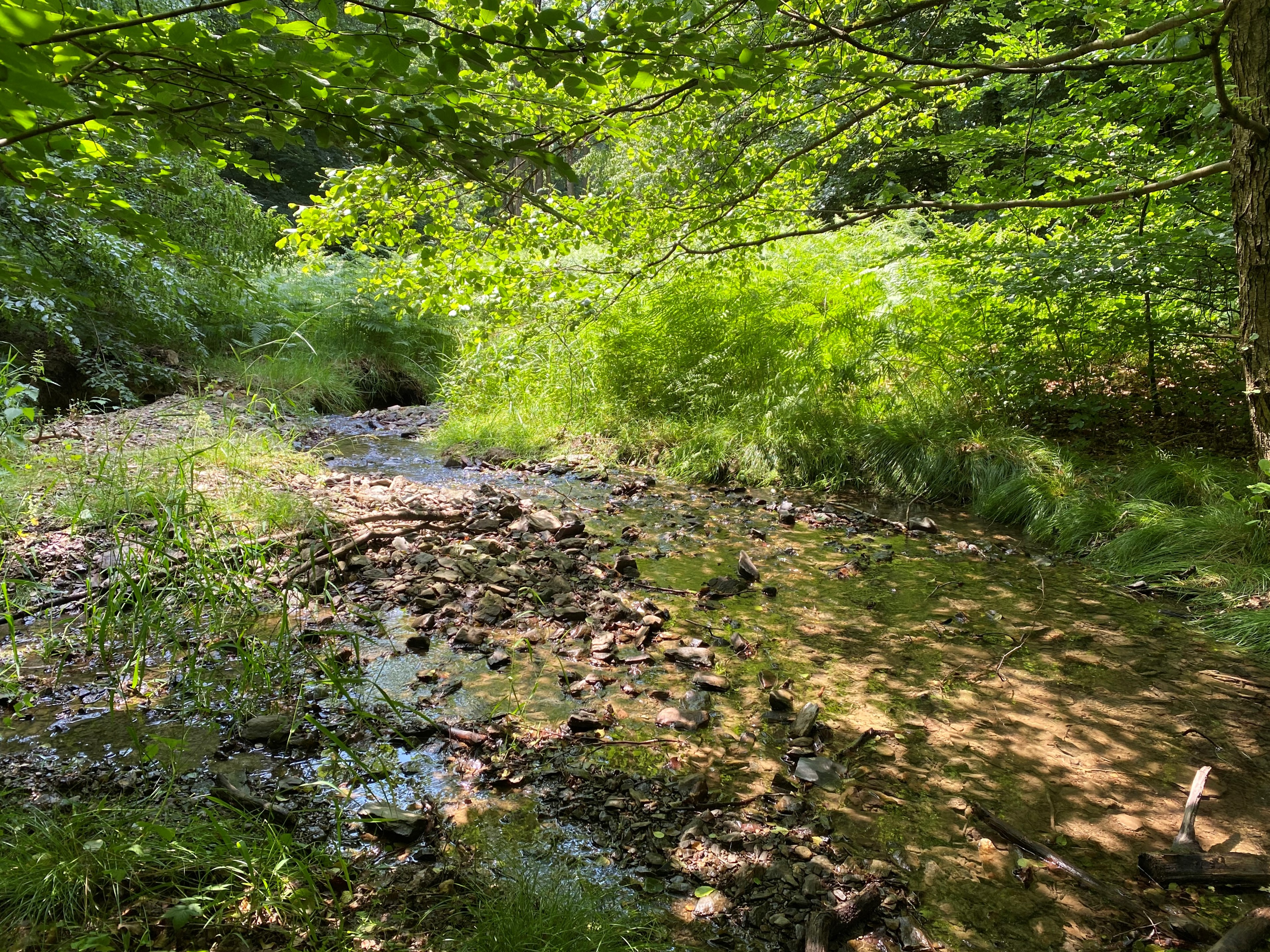
Hier am Sengbach-Oberlauf häufig zu sehen: Blauflügel-Prachtlibellen
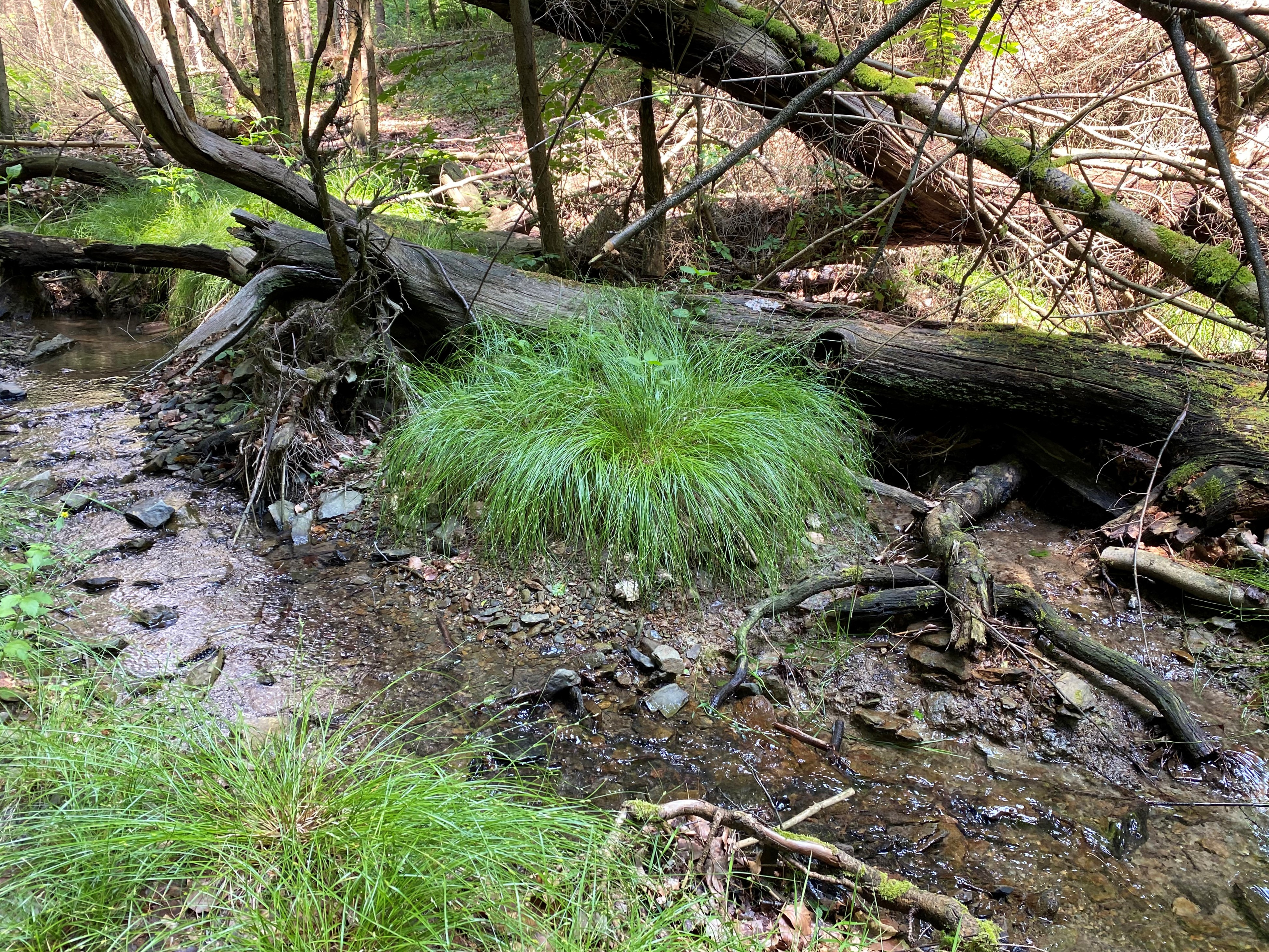
Totholz und Seggen im Ostringhauser Bach
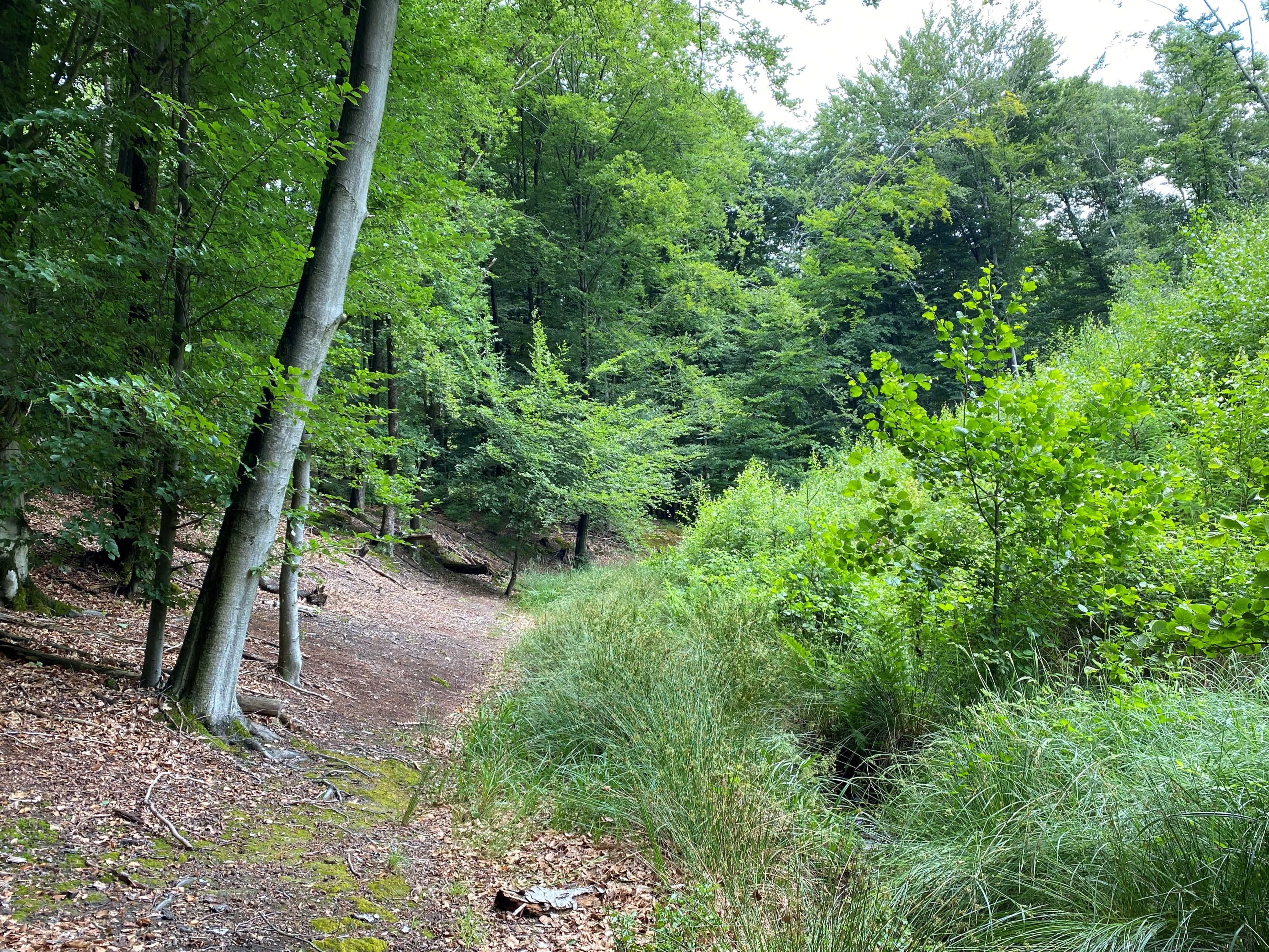
Fuchskauler Siefen – erster bedeutender rechter Nebenbach des Sengbaches
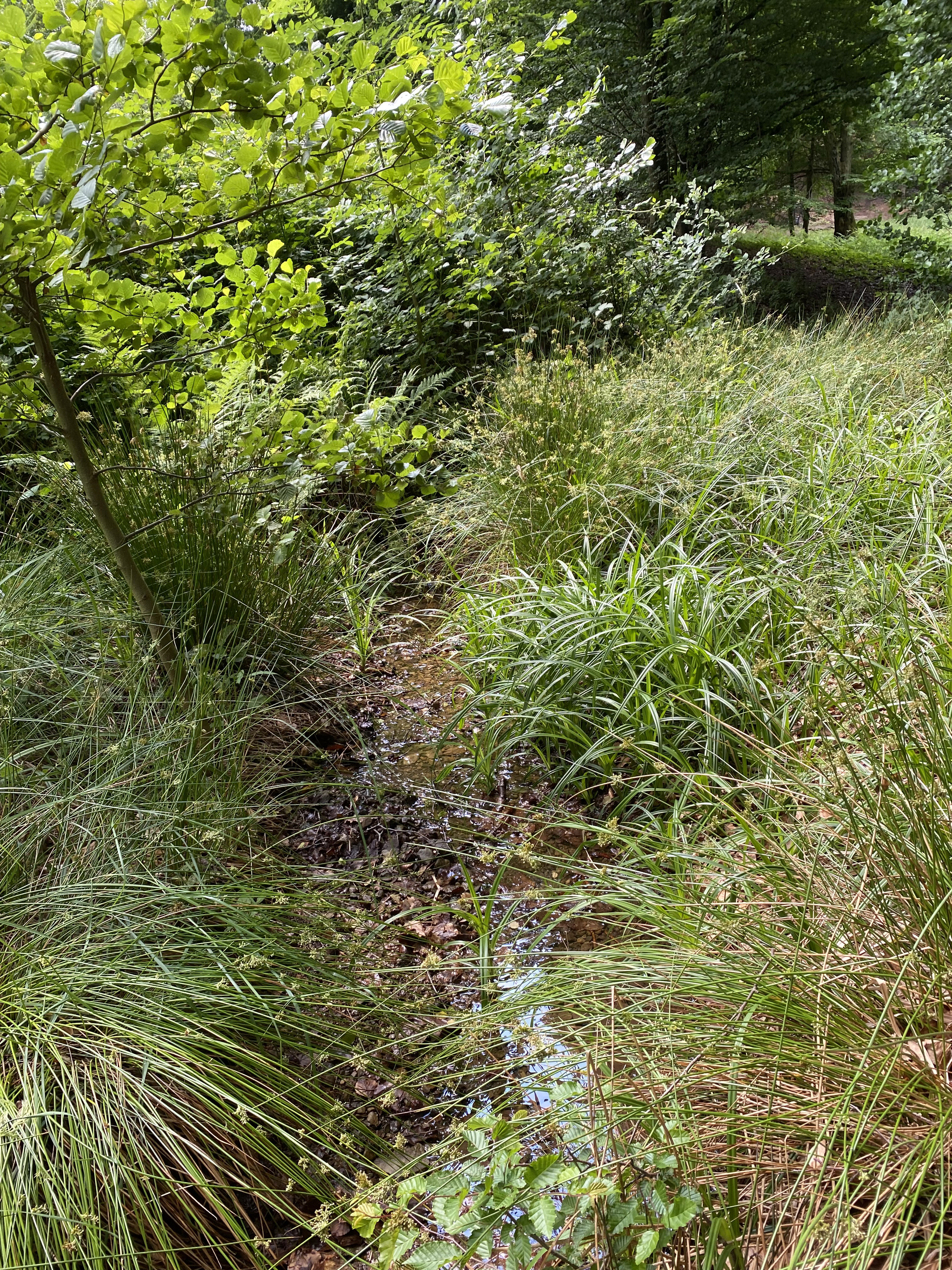
Fuchskauler Siefen mit reichem Seggen- und Binsen-Bestand
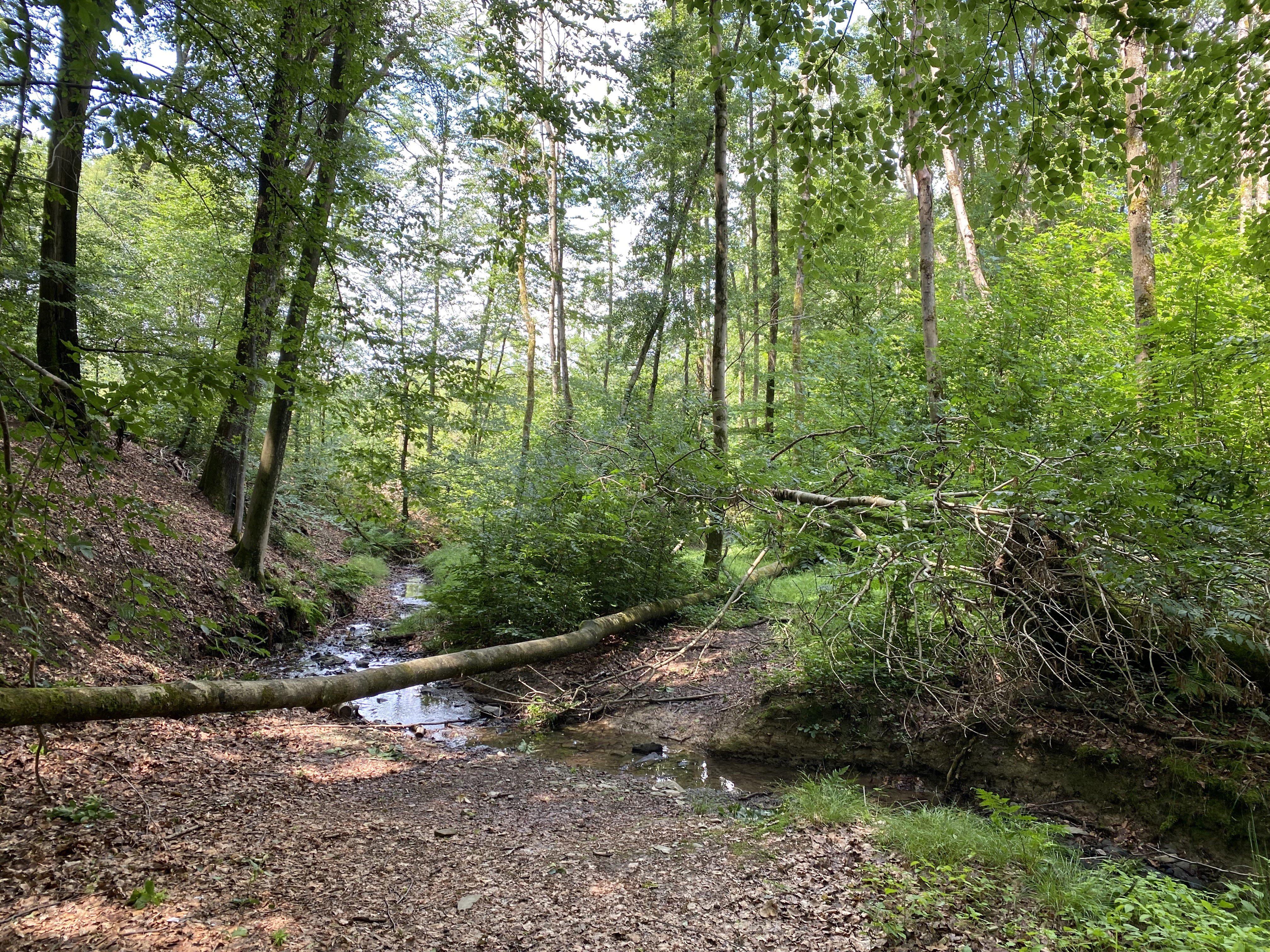
Totholz im Sengbach – wichtige Funktion im Naturhaushalt
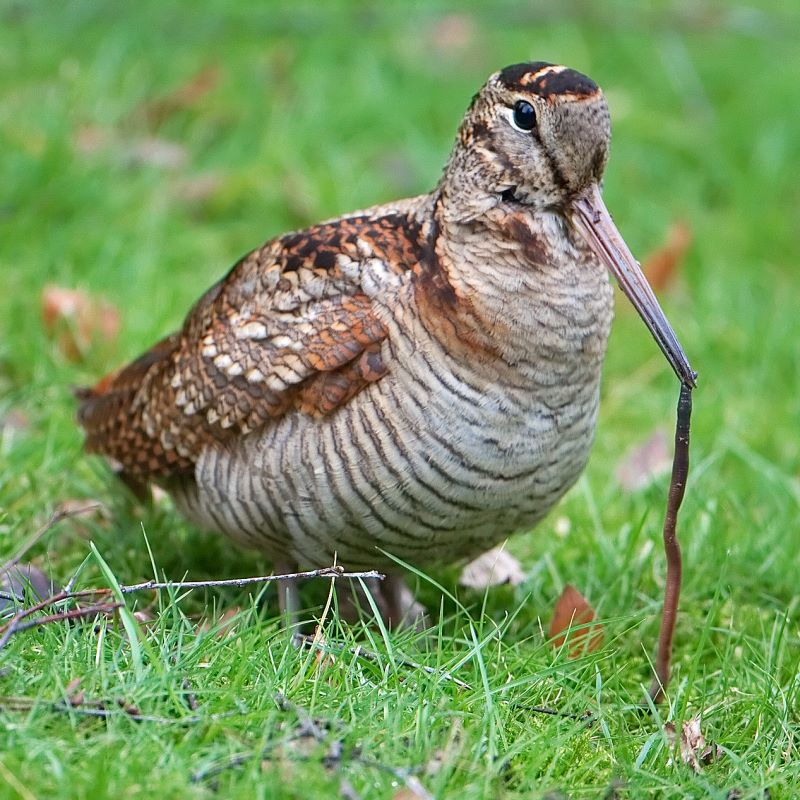
Waldschnepfe (Scolopax rusticola)
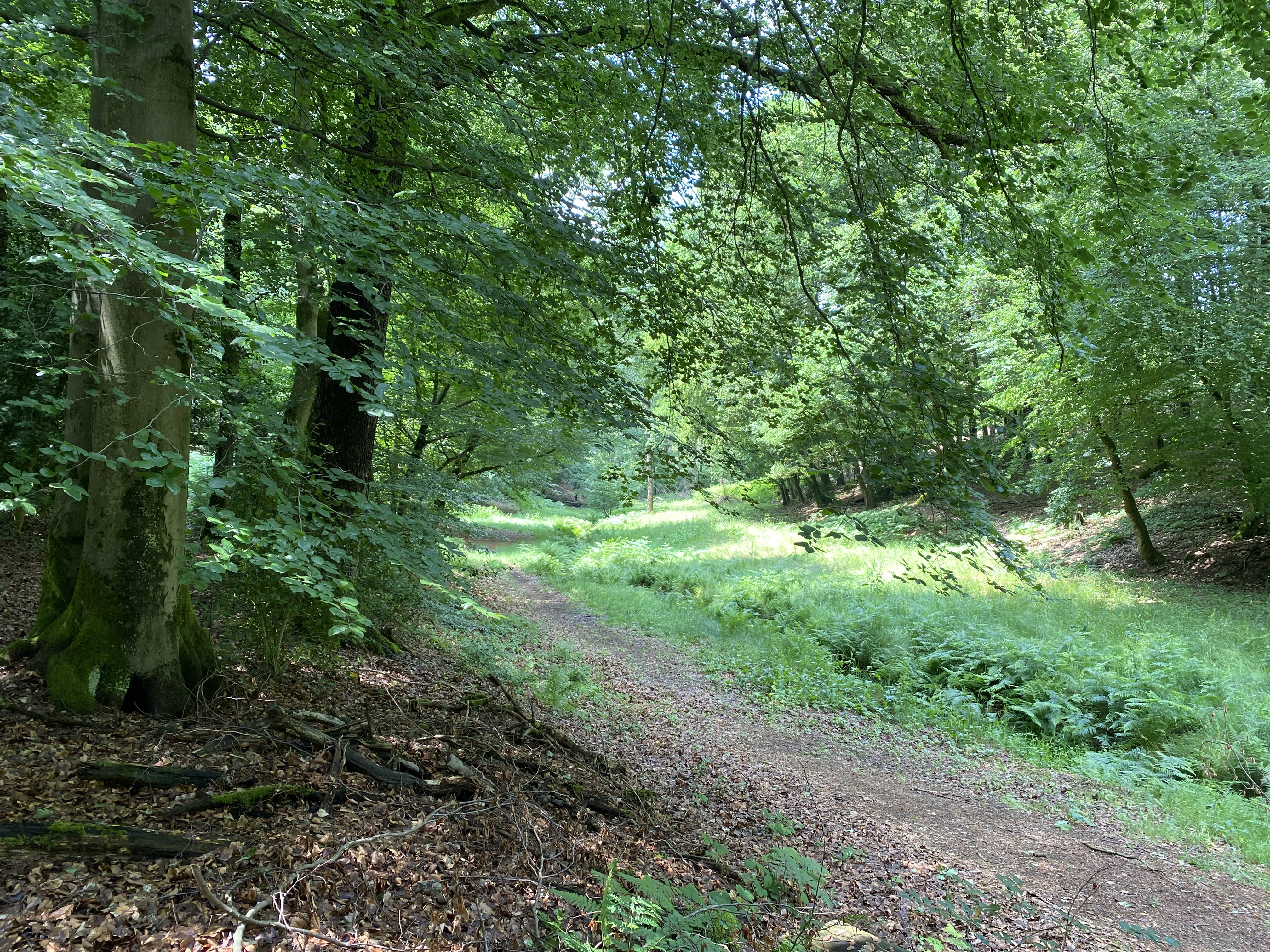
Sengbach durchfließt Buchenwald-Lichtung
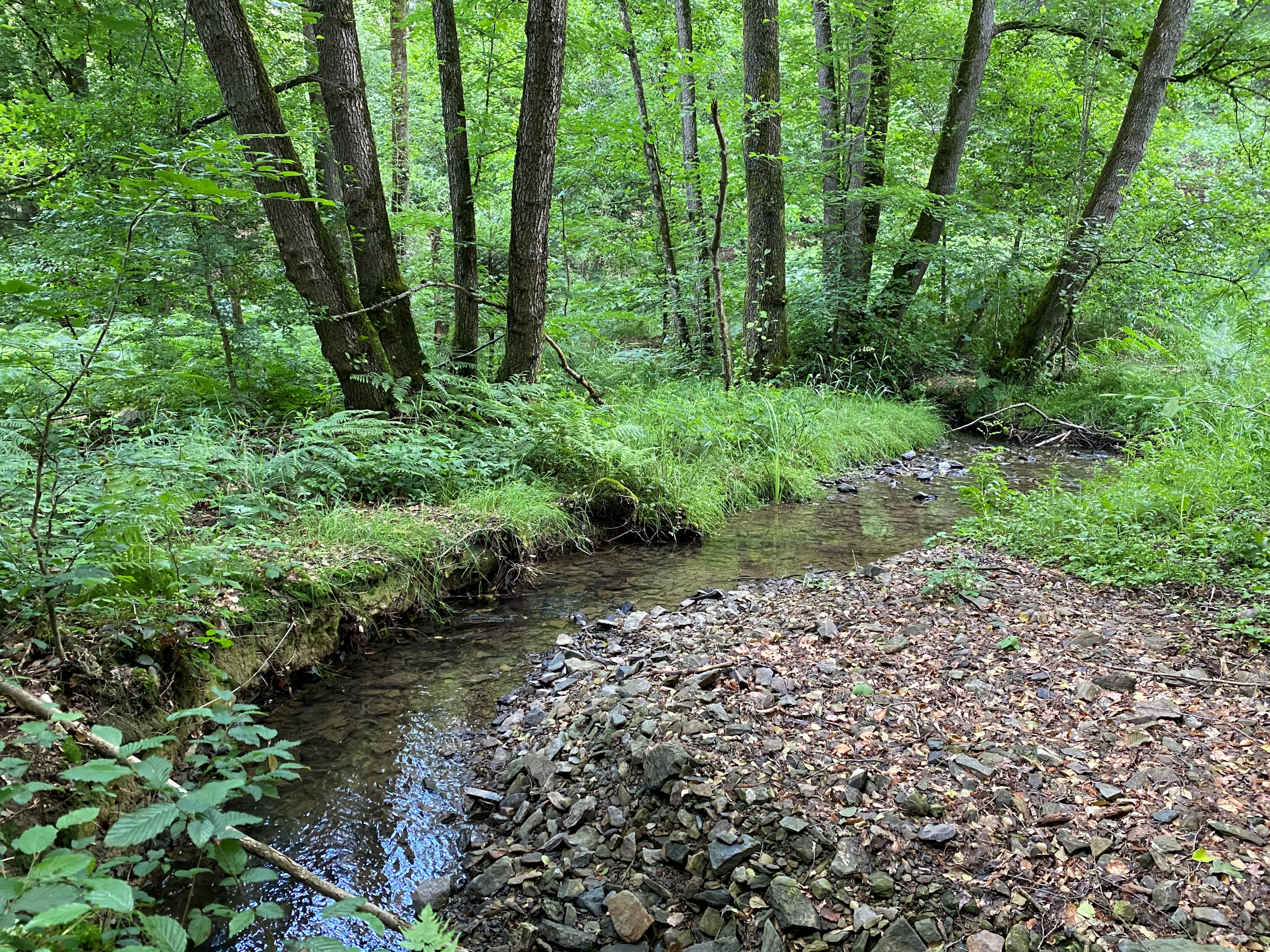
Sengbach-Auwald südl. Oberwinkelhausen
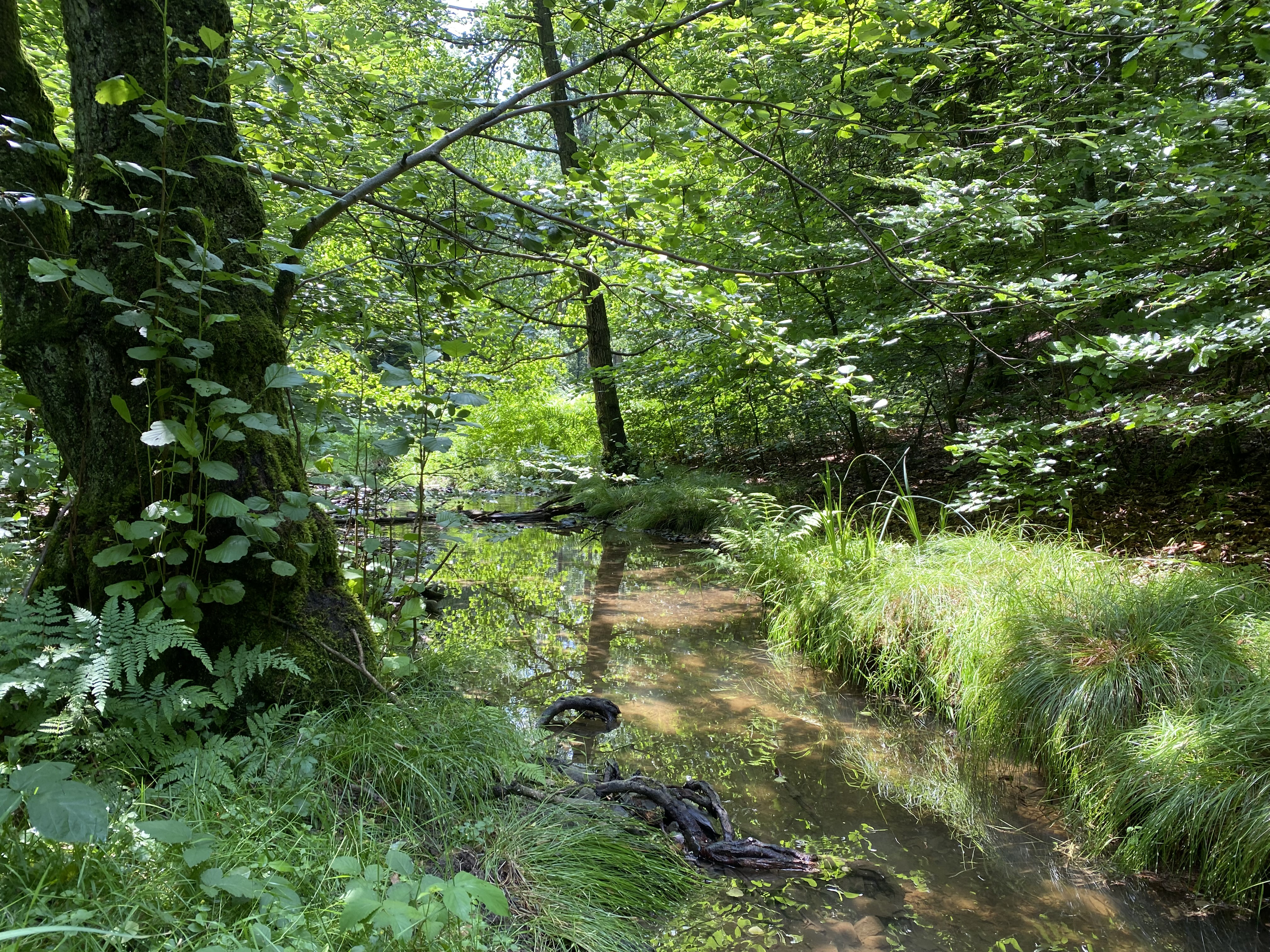
Erlen-Altholz und Sumpf-Schwertlilien am Sengbach-Oberlauf